# 梨本集
『梨本集』（なしのもとしゅう）は、戸田茂睡の著した歌学書である。元禄11年（1698年）成立。同13年（1700年）刊行。書名は、茂睡の住居の前に一本の山梨の木が有った事にちなむと奥書に記載されている。

## 概要
和歌を詠む上でその表現に一切の制限を設けるべきでないと主張し、中世以来の因習化した伝統歌学を批判している。二条家嫡流と京極家・冷泉家の鼎立から、歌道の権威を重んずるあまり、禁制の言葉をはじめとする多くの禁忌が和歌の表現に不当な制限を与えているという。万葉集などの実例を挙げて、無意味な制詞・禁詞の批判をはじめ、中世の伝統歌史への痛烈な批判を展開している。

## 構成
巻頭に自序を置き、本編は全3巻からなる、さらに巻三は上下に分かれている。全編を通じて禁制の詞の不当性を論じている。